# Auw an der Kyll
Auw an der Kyll este o comună din landul Renania-Palatinat, Germania.

## Geografie
Comunitatea locală este situată în Valea Kyll din sudul Eifelului, un mic afluent al Mosilor, lângă orașul județean Bitburg.

## Istorie
Rămășițele zidului unui refugiu roman între Auw și Preist arată că romanii s-au stabilit în regiunea din jurul lui Auw. Locul Auw a fost menționat pentru prima dată într-un document ca Ouve în secolul al XIII-lea, în anii 1565 și 1606 ca Auwe. Numele se poate referi la vechii germani owa, awa, Middle High German, admirati, admirati, apoi uwe, au = insula, pamant inconjurat de apa. Aceste cuvinte sunt legate de latina aqua, ahva gotica pentru apa. În secolul al XVIII-lea, locul apare ca Avia Vel Auw.
La 1 ianuarie 1971, după amalgamarea județelor Bitburg și Prüm, a fost adoptată desemnarea suplimentară "an der Kyll" - pentru a o distinge de municipiul Auw, lângă Prüm.

## Politică

### Consiliu parohial
Consiliul municipal din Auw an der Kyll este alcătuit din șase membri ai consiliului, care au fost aleși cu majoritate de vot la alegerile locale din 25 mai 2014, iar primarul de onoare fiind președinte.

## Cultură și atracții

### Structuri
- Biserica parohială catolică a adormirii din 1739
- Stația Auw an der Kyll din 1871
- Reforma veche din 1786
- Dreijungfrauenkreuz - o cruce ax cu portretul celor trei fecioare Irmina, Adela și Klotildis din secolul al XIX-lea.

### Asociații locale
Auw an der Kyll are din anul 1955 un departament de pompieri voluntari, care organizeaza anual festivalul pompierilor sub castane in primul weekend din iulie si un club sportiv, FSG Auw an der Kyll, care organizeaza anual un festival sportiv pe terenul de sport si o sala de fitness menținută în anul 1980, a construit un centru comunitar.
1. ↑  Alle politisch selbständigen Gemeinden mit ausgewählten Merkmalen am 31.12.2018 (4. Quartal) (în germană), Statistisches Bundesamt[*], arhivat din original la 10 martie 2019, accesat în 10 martie 2019
2. ↑  GeoNames